# حزب اتفاق و ترقی
حزب اتفاق و ترقی یکی از احزاب سیاسی هم‌عصر با انقلاب مشروطه در ایران بود.
در انتخابات مجلس شورای ملی در سال ۱۲۸۸ این حزب توانست در اتحاد با اعتدالیون و در برابر حزب دموکرات چهار کرسی مجلس را به‌دست آورد.